# 吏讀
吏讀，是以漢字表記朝鮮語（韓語）的一種方法。別名有吏頭、吏書、吏道、吏刀、吏吐等。三國時代開始使用，直至西元十九世紀末。是研究古代朝鮮語的資料之一。

## 概說
廣義上吏讀又包含「鄉札」、「口訣」等，指代所有使用漢字紀錄朝鮮語的方法。狹義上指「吏讀文」中使用的朝鮮語的漢字表記法。「吏讀文」主要指官府的行政文書中使用漢字表記的散文，而類似文體的民間文章也可稱為「吏讀文」。此處主要敘述狹義的「吏讀」。
吏讀的形成時期尚不明確，但據推測大致始於三國時代，至統一新羅時代確立。有的文獻資料記載吏讀為新羅人薛聰所創，但並無充足的證據證明此事，薛聰可能僅為當時的表記法的整理者。

## 表記法
吏讀文之中名詞、動詞詞根等實義部分使用漢字，表示語法功能的部分主要使用吏讀。但名詞、動詞部分也有使用吏讀的例子。朝鮮半島剛傳入漢字的一段時間使用正規的漢文，但其後出現了按朝鮮語語序排列漢字的「誓記體」（서기체）模擬漢文。可以認為在此種模擬漢文中補充語法要素後，即形成吏讀。
吏讀之中出現的漢字讀法主要是從古代傳承的習慣讀法，但也存在不同於中世朝鮮語的吏讀特有的讀法。例如，表示處格（朝鮮語格的一種）的（－），中世朝鮮語為。
以下為出現於（1415年）中的吏讀用例：
- 漢文：
- 吏讀文（下劃線部份為吏讀）：（漢語直譯：蠶為陽物，因而厭却水氣，喫破桑葉，而不飮水。）
- 將吏讀部分替換為諺文（現代式拼法）：
- 对訓讀的汉字也标注：

## 腳註
1. 前為朝鲜讀法，後為南韓讀法。